# Nanning China Resources Tower
Le Nanning China Resources Tower est un gratte-ciel situé à Nanning en Chine. Les travaux ont débuté en 2014 et se sont terminés en 2020. L'immeuble s'élève à 402,7 mètres de hauteur pour 85 étages.